# Montserrat Corominas Vila
Montserrat Corominas Vila (Sabadell, 1929 - Vale Gardena, Italia, 1995) fue una esquiadora española.

## Biografía
Montserrat Corominas es conocida por su importante carrera deportiva como esquiadora. 
Llegó a ser campeona de España de eslalon, eslalon gigante y combinada en 1959, con 30 años de edad. El mismo año quedó primera en el Derbi Internacional de la Molina de eslalon y combinada. Fue campeona de Cataluña varios años en las modalidades de eslalon y eslalon gigante. 
Apasionada del deporte, también ganó la Marcha Beret de esquí de fondo en la distancia de ocho kilómetros el año 1978. Además, practicó de forma regular tenis, trial y esquí náutico, modalidades con los que participó en campeonatos de Cataluña y de España.
En mediados de los años 60 se unió como socia al Club de Esquí Valle de Arán, pasando a ser posteriormente vicepresidenta del mismo. En este club destacó como promotora del esquí infantil y pronto se incorporó al Comité Infantil de Esquí Alpino de la Federación Española de Deportes de Invierno. Al mismo tiempo, estudió para ser delegada técnica, formando parte de la primera promoción en la que participaron mujeres. Con este título ejerció de delegada técnica en diferentes ocasiones por toda la geografía española. 
Hay un campeonato infantil de Baqueira Beret que lleva su nombre.
Hay que destacar su participación en las competiciones de veteranas organizadas por la Federación Internacional de Esquí. Entre otros, ganó nueve veces la Copa del Mundo y ocho veces el Criterium Mundial. 
Falleció en Val Gardena, Italia, el año 1995.